# Anthony Davidson
Anthony Denis Davidson (ur. 18 kwietnia 1979 w Hemel Hempstead) – kierowca wyścigowy, wieloletni kierowca testowy zespołów British American Racing i Honda.

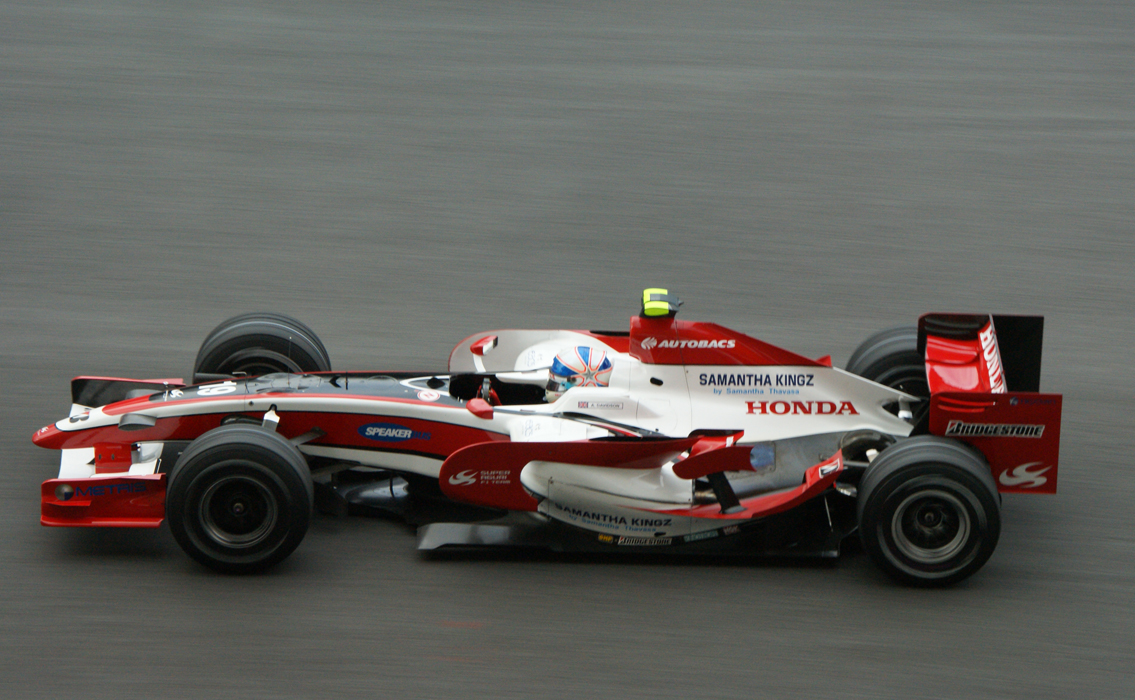
Anthony Davidson podczas Grand Prix Malezji (2008)

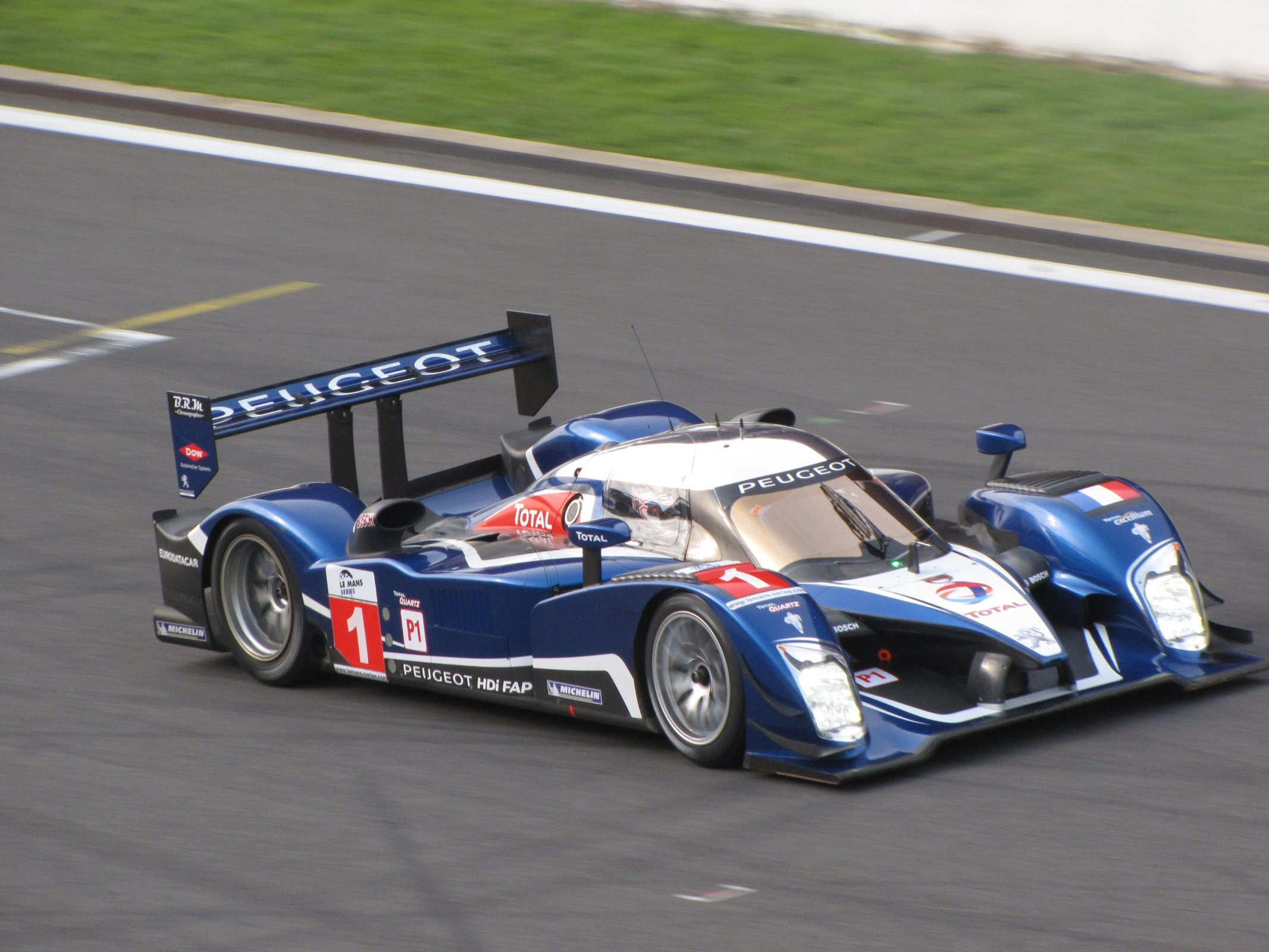
Anthony Davidson w Peugeocie 908 podczas 24h of Spa (2010)

## Kariera
Anthony Davidson zaczął przygodę ze sportami motorowymi w wieku ośmiu lat. Wtedy ojciec sprezentował mu pierwszego karta. Małemu Anthony’emu spodobało się i wkrótce wystartował w swoim pierwszym wyścigu. Na pierwszą wygraną nie trzeba było długo czekać.
Davidson spędził w kartingu 12 lat. Nie zabrakło sukcesów – dwukrotnie był mistrzem Wielkiej Brytanii, przegrał mistrzostwa Europy w 1996 roku jednym punktem. Na torze często też spotykał się ze swoim przyszłym kolegą z zespołu – Jensonem Buttonem.
Pod koniec 1999 roku Davidson zdecydował się przejść do wyścigów. Wybór padł na Formułę Ford. Davidson wygrał pierwsze pięć kwalifikacji i wyścigów w, których startował, a następnie wygrał zimowe rozgrywki. W następnym sezonie dojechał na 3 pozycji w mistrzostwach Wielkiej Brytanii, pod koniec sezonu pojawił się na Formula Ford Festival World Cup. Jego talent nie pozostał niedoceniony – w grudniu Davidson odbierał kierowcę Autosportu i McLarena dla najlepszego młodego kierowcy.
W 2001 roku Davidson ścigał się w brytyjskie Formule 3 w zespole Carlin Motorsport. Jego drogi skrzyżowały się z przyszłym kolegą z zespołu – tym razem z Takumą Satō. Satō też jeździł dla Carlina – Japończyk zakończył sezon jako mistrz, Davidson – jako wicemistrz. W 2002 roku został już głównym kierowcą brytyjskiego zespołu. W tej sytuacji nikt nie stał na drodze Davidsona w zdobyciu tytułu mistrzowskiego w Formule 3.
Davidson w 2000 roku trafił do programu rozwoju młodych kierowców. Rok później zaliczył testy na Mugello i został oficjalnym testerem ekipy.
W 2002 roku Davidson dwukrotnie wystartował w barwach Minardi, ale nie ukończył żadnego z tych wyścigów. BAR wykorzystywał jego talent podczas testów.
W 2005 roku Anthony Davidson nie mógł jeździć w piątkowych treningach, gdyż BAR wysoko ukończył poprzedni sezon. W Grand Prix Malezji wystartował w zastępstwie chorego Takuma Satō – auto stanęło bez oleju już po 3 okrążeniach. Przejęcie zespołu przez Hondę niczego nie zmieniło – Davidson spędził kolejny rok jako kierowca testowy.
Honda założyła swój drugi zespół – Super Aguri. Davidson liczył na starty już w 2006 roku – ale zdecydowano, że mają jeździć wyłącznie japońscy kierowcy. Na sezon 2007 zakontraktowano Davidsona i Satō – Brytyjczyk otrzymał szansę startów. Sezon ostatecznie zakończył bez punktów na 23. miejscu. W sezonie 2008 ponownie reprezentował barwy Super Aguri. Satelicki team Hondy przeżywał kryzys finansowy i po 4 rundach (po Grand Prix Hiszpanii), gdzie nie mieli oryginalnych malowań zespół wycofał się z mistrzostw, przez co Anthony Davidson nie mógł startować w dalszej części sezonu. Mimo to zajął 22. miejsce w końcowej klasyfikacji. W sezonie 2009 po wielu spekulacjach Brytyjczyk nie znalazł angażu w żadnym zespole. Nieoczekiwanie Anthony Davidson otrzymał posadę w zespole Brawn GP (wcześniej Honda) w roli kierowcy rezerwowego i testowego.

## Skrót kariery
- 2009: Brawn GP, 3 kierowca
- 2008: Super Aguri-Honda – kierowca wyścigowy, 22. miejsce w klasyfikacji generalnej (zespół wycofał się po 4 wyścigach)
- 2007: Super Aguri-Honda – kierowca wyścigowy, 24. miejsce w klasyfikacji generalnej (wszystkie starty)
- 2006: Honda, 3 kierowca
- 2005: BAR-Honda, 3 kierowca, start GP Malezji (nie ukończone), nie sklasyfikowany w klasyfikacji generalnej.
- 2004: BAR-Honda, 3 kierowca, starty w 24h Le Mans i 12h Sebring (Ferrari 550 Maranello GTS)
- 2003: BAR-Honda, tester
- 2002: Straty w Minardi w GP Belgii i Węgier (nie ukończone), nie sklasyfikowany w klasyfikacji generalnej
- 2002: BAR-Honda, tester
- 2001: BAR-Honda, tester
- 2001: Brytyjska F3 (wicemistrz), wygrane w Pau F3 Grand Prix i Spa F3 Elf Masters
- 2000: Formuła Ford, 3 w mistrzostwach Wielkiej Brytanii, wygrana w Formula Ford Festival World Cup, 3 w Spa Euro Cup
- 1999: Formuła Ford, wygrana w Formula Ford Zetec winter series,
- 1999: 5 wygranych wyścigów w serii Kent County National, karting
- 1998: Karting, kierowca fabryczny w Biesse Kart, mistrzostwa USA (3), Włoch (2) i Świata
- 1996/97: Karting, kierowca fabryczny Fullerton Racing Karts, wicemistrz Europy, mistrz Filipin, nieoficjalny mistrz Belgii, starty w mistrzostwach świata
- 1994/95: Karting, kierowca fabryczny Gillard Engineering Ltd., 2 mistrzostwa Wielkiej Brytanii, mistrz ABkC Junior ICA
- 1992/93: Karting, mistrz w ABkC Open Championships, zwycięstwa w wyścigach klubowych
- 1987-91: Karting, wielokrotne zwycięstwa w wyścigach klasy Cadet (60 cm³)

## Starty w Formule 1

### Wyniki
| Rok  | Zespół                    | Samochód         | Silnik                | Wyniki w poszczególnych eliminacjach | Wyniki w poszczególnych eliminacjach | Wyniki w poszczególnych eliminacjach | Wyniki w poszczególnych eliminacjach | Wyniki w poszczególnych eliminacjach | Wyniki w poszczególnych eliminacjach | Wyniki w poszczególnych eliminacjach | Wyniki w poszczególnych eliminacjach | Wyniki w poszczególnych eliminacjach | Wyniki w poszczególnych eliminacjach | Wyniki w poszczególnych eliminacjach | Wyniki w poszczególnych eliminacjach | Wyniki w poszczególnych eliminacjach | Wyniki w poszczególnych eliminacjach | Wyniki w poszczególnych eliminacjach | Wyniki w poszczególnych eliminacjach | Wyniki w poszczególnych eliminacjach | Wyniki w poszczególnych eliminacjach | Wyniki w poszczególnych eliminacjach | Pkt. | Msc. |
| ---- | ------------------------- | ---------------- | --------------------- | ------------------------------------ | ------------------------------------ | ------------------------------------ | ------------------------------------ | ------------------------------------ | ------------------------------------ | ------------------------------------ | ------------------------------------ | ------------------------------------ | ------------------------------------ | ------------------------------------ | ------------------------------------ | ------------------------------------ | ------------------------------------ | ------------------------------------ | ------------------------------------ | ------------------------------------ | ------------------------------------ | ------------------------------------ | ---- | ---- |
| 2002 |                           |                  |                       | Australia                            | Malezja                              | Brazylia                             | San Marino                           | Hiszpania                            | Austria                              | Monako                               | Kanada                               | Unia Europejska                      | Wielka Brytania                      | Francja                              | Niemcy                               | Węgry                                | Belgia                               | Włochy                               | Stany Zjednoczone                    | Japonia                              |                                      |                                      | 0    | 23   |
| 2002 | KL Minardi Asiatech       | Minardi PS02     | Asiatech AT02 3.0 V10 | –                                    | –                                    | –                                    | –                                    | –                                    | –                                    | –                                    | –                                    | –                                    | –                                    | –                                    | –                                    | NU                                   | NU                                   | –                                    | –                                    | –                                    |                                      |                                      | 0    | 23   |
| 2005 |                           |                  |                       | Australia                            | Malezja                              | Bahrajn                              | San Marino                           | Hiszpania                            | Monako                               | Unia Europejska                      | Kanada                               | Stany Zjednoczone                    | Francja                              | Wielka Brytania                      | Niemcy                               | Węgry                                | Turcja                               | Włochy                               | Belgia                               | Brazylia                             | Japonia                              |                                      | 0    | 27   |
| 2005 | Lucky Strike B.A.R. Honda | BAR 007          | Honda RA005E 3.0 V10  | –                                    | NU                                   | –                                    | –                                    | –                                    | –                                    | –                                    | –                                    | –                                    | –                                    | –                                    | –                                    | –                                    | –                                    | –                                    | –                                    | –                                    | –                                    | –                                    | 0    | 27   |
| 2007 |                           |                  |                       | Australia                            | Malezja                              | Bahrajn                              | Hiszpania                            | Monako                               | Kanada                               | Stany Zjednoczone                    | Francja                              | Wielka Brytania                      | Unia Europejska                      | Węgry                                | Turcja                               | Włochy                               | Belgia                               | Japonia                              |                                      | Brazylia                             |                                      |                                      | 0    | 23   |
| 2007 | Super Aguri Honda         | Super Aguri SA07 | Honda RA807E 2.4 V8   | 16                                   | 16                                   | 16                                   | 11                                   | 18                                   | 11                                   | 11                                   | NU                                   | NU                                   | 12                                   | NU                                   | 14                                   | 14                                   | 16                                   | NU                                   | NU                                   | 14                                   |                                      |                                      | 0    | 23   |
| 2008 |                           |                  |                       | Australia                            | Malezja                              | Bahrajn                              | Hiszpania                            | Turcja                               | Monako                               | Kanada                               | Francja                              | Wielka Brytania                      | Niemcy                               | Węgry                                | Unia Europejska                      | Belgia                               | Włochy                               | Singapur                             | Japonia                              |                                      | Brazylia                             |                                      | 0    | 22   |
| 2008 | Super Aguri Honda         | Super Aguri SA08 | Honda RA808E 2.4 V8   | NU                                   | 15                                   | 16                                   | NU                                   | –                                    | –                                    | –                                    | –                                    | –                                    | –                                    | –                                    | –                                    | –                                    | –                                    | –                                    | –                                    | –                                    | –                                    |                                      | 0    | 22   |

### Statystyki
| Sezon | Zespół | Konstruktor       | Zgł. | PKT | P.   | P1 | P2 | P3 | Punkt. | PP | NO | NS | DK | NZ |
| --- | --- | ----------------- | ---- | --- | ---- | -- | -- | -- | ------ | -- | -- | -- | -- | -- |
| 2008 | Super Aguri F1 | Super Aguri-Honda | 4    | -   | 22   | -  | -  | -  | -      | -  | -  | 2  | -  | -  |
| 2007 | Super Aguri F1 | Super Aguri-Honda | 17   | -   | 23   | -  | -  | -  | -      | -  | -  | 5  | -  | -  |
| 2005 | Lucky Strike B.A.R. Honda | B.A.R.-Honda      | 1    | -   | 27   | -  | -  | -  | -      | -  | -  | 1  | -  | -  |
| 2002 | KL Minardi Asiatech | Minardi-Cosworth  | 2    | -   | NS   | -  | -  | -  | -      | -  | -  | 2  | -  | -  |
| Razem | 3 | 3                 | 20   | -   | 1x22 | -  | -  | -  | -      | -  | -  | 8  | -  | -  |
| Sezon | Zespół | Konstruktor       | Zgł. | PKT | P.   | P1 | P2 | P3 | Punkt. | PP | NO | NS | DK | NZ |
| \| Legenda \| Legenda \| \| ------------------------------------------ \| ------------------------------------------------------------------------------------------------------------------------------------------------------------------------------------------------------------------------------------------------------------------------------------------------------------------------------------------------------------------------------------------------------------------------------ \| \| Zgł. PKT P. P1 P2 P3 Punkt. PP NO NS DK NZ \| Liczba zgłoszeń do wyścigów Liczba zdobytych punktów Pozycja zajęta w klasyfikacji generalnej Liczba zwycięstw Liczba drugich miejsc Liczba trzecich miejsc Wyścigi, w których kierowca punktował Liczba zdobytych pole position Liczba zdobytych najszybszych okrążeń Wyścigi, w których kierowca był niesklasyfikowany Wyścigi, w których kierowca był zdyskwalifikowany Wyścigi, do których kierowca się nie zakwalifikował \| | |                   |      |     |      |    |    |    |        |    |    |    |    |    |
| Legenda | |                   |      |     |      |    |    |    |        |    |    |    |    |    |
| Zgł. PKT P. P1 P2 P3 Punkt. PP NO NS DK NZ | Liczba zgłoszeń do wyścigów Liczba zdobytych punktów Pozycja zajęta w klasyfikacji generalnej Liczba zwycięstw Liczba drugich miejsc Liczba trzecich miejsc Wyścigi, w których kierowca punktował Liczba zdobytych pole position Liczba zdobytych najszybszych okrążeń Wyścigi, w których kierowca był niesklasyfikowany Wyścigi, w których kierowca był zdyskwalifikowany Wyścigi, do których kierowca się nie zakwalifikował |                   |      |     |      |    |    |    |        |    |    |    |    |    |